# GNU Solidario
GNU Solidario è un'organizzazione non governativa fondata da Luis Falcon il 23 novembre 2006 per promuovere l'uso del software libero nel campo della salute pubblica e dell'educazione. Attualmente si occupa di Medicina sociale e dei Diritti degli animali

## Storia
GNU Solidario nasce in Argentina a seguito di progetti di software libero nel campo dell'educazione nelle aree rurali. La prima missione ebbe luogo il 6 ottobre del 2006 nelle scuole di Santiago del Estero. In quel periodo il progetto si chiamava Linux Solidario. Quella missione ispirò la creazione e lo sviluppo di GNU Health, e Luis Falcon si dedicò alla ricerca di una soluzione dedicata alla Medicina Sociale e all'Assistenza Primaria.
Nell'ottobre del 2009 l'organizzazione è stata registrata ufficialmente a Las Palmas de Gran Canaria (Spagna), dove ha attualmente sede.
Nel 2010 GNU Solidario celebra la prima edizione dell'International Workshop on eHealth in Emerging Economies - IWEEE -.Da allora, IWEEE è stato un punto di incontro per organizzazioni multilaterali e umanitarie come la Croce Rossa, Organizzazione Mondiale della Sanità, Medici Senza Frontiere, War Child, Università delle Nazioni Unite o Caritas Internationalis, nonché per le università di tutto il mondo .

## Progetti e Attività

### International Workshop on eHealth in Emerging Economies
Workshop Internazionale sulla e-Salute nelle Economie Emergenti: una conferenza annuale di software libero nei campi della Sanità e della medicina sociale. Il workshop promuove il software libero come una soluzione effettiva e etica per fornire una visione globale ed equa alla sanità.
L'International Workshop on e-Health in Emerging Economies è una conferenza autonoma che a volte viene tenuta durante altre manifestazioni. Nel 2010 e nel 2011 è stata biennale. Dal 2012 è diventata una conferenza annuale.
| Anno           | Luogo                              |                          |
| -------------- | ---------------------------------- | ------------------------ |
| Febbraio 2010  | Las Palmas de Gran Canaria, Spagna |                          |
| Novembre 2010  | Foz do Iguaçu, Brasile             |                          |
| Aprile 2011    | Lussemburgo                        |                          |
| Ottobre 2011   | Foz do Iguaçu, Brasile             |                          |
| Gennaio 2012   | Granada, Spagna                    |                          |
| Gennaio 2013   | Las Palmas de Gran Canaria, Spagna |                          |
| Maggio 2014    | Las Palmas de Gran Canaria, Spagna |                          |
| Settembre 2015 | Las Palmas de Gran Canaria, Spagna |                          |
| Novembre 2016  | Las Palmas de Gran Canaria, Spagna |                          |
| Novembre 2017  | Las Palmas de Gran Canaria, Spagna |                          |
| Novembre 2018  | Las Palmas de Gran Canaria, Spagna | GNUHealthCon             |
| Dicembre 2019  | Liegi, Belgio                      | GNUHealthCon / OrthanCon |
| Novembre 2020  | Online conference                  | GNUHealthCon             |
| Dicembre 2021  | Online conference                  | GNUHealthCon             |
| Novembre 2022  | Las Palmas de Gran Canaria, Spagna | GNUHealthCon / OrthanCon |

### GNUHealthCon
Conferenza annuale di tre giorni che chiama a raccolta entusiasti e sviluppatori del Free/Libre Health & Hospital Information System, con sessioni a tema e laboratori gratuiti.

### Social Medicine Awards
La cerimonia dei Social Medicine Awards è parte della GNUHealthCon, organizzata da GNU Solidario. I premi riconoscono il ruolo di individui e organizzazioni impegnati nel miglioramento delle vite degli svantaggiati. Ci sono tre categorie: Persona eccezionale, Organizzazione e Implementazione di GNU Health.
| Anno | Persona                   | Organizzazione                                | Implementazione GNU Health                  |
| ---- | ------------------------- | --------------------------------------------- | ------------------------------------------- |
| 2016 | Richard Stallman          | Croce Rossa                                   | Laos Center of Medical Rehabilitation (CMR) |
| 2017 | Lorena Enebral            | National University of Entre Ríos             | Bikop Medical Center                        |
| 2018 | Jose Caminero Luna        | Tor Project                                   | Bafia District Hospital                     |
| 2019 | Aaron Swartz              | Animal Free Research UK                       | Jamaica Ministry of Health                  |
| 2020 | Angela Davis              | Proactiva Open Arms                           | Municipality of Diamante, Argentina         |
| 2021 | Luna Reyes Segura         | Physicians Committee for Responsible Medicine | Insolàfrica                                 |
| 2022 | Teresita Guadalupe Calzia | Franz Weber Foundation                        | Cirugía Solidaria                           |

### GNU Health
Sistema Libero di Salute e Informazione Ospedaliera. Adottato dall'Università delle Nazioni Unite e dai sistemi sanitari di diverse nazioni di Africa, Asia, e Sudamerica, è un pacchetto ufficiale GNU della Free Software Foundation.
Ha ricevuto il 2011 Best Project of Social Benefit dalla Free Software Foundation durante LibrePlanet 2012, all'University of Massachusetts Boston (MIT).